# Długi weekend (film)
Długi weekend – polski film obyczajowy z cyklu Święta polskie dotyczący weekendu majowego.

## Obsada aktorska
- Krzysztof Globisz – Bogdan Lewicki, kapelmistrz orkiestry wojskowej
- Joanna Żółkowska – Marta Walkowska, kierowniczka biblioteki publicznej w Wawrze
- Leszek Piskorz – "Dziadek"
- Bogusław Kierc – poeta Jan Tomaszek
- Sławomir Orzechowski – dyrektor hotelu "Grand"
- Małgorzata Socha – prostytutka
- Krzysztof Banaszyk – młody wspólnik "Dziadka"
- Łukasz Simlat – młody wspólnik "Dziadka"
- Maria Maj – Kozłowska
- Andrzej Mastalerz – Żelazek, członek orkiestry
- Tomasz Kammel – prowadzący "Randkę w ciemno"
- Krzysztof Dracz – major
- Tamara Arciuch – matka Felusia

## Fabuła
"Randka w ciemno". Uczestnik programu, Bogdan Lewicki wybiera kandydatkę numer 3 – Martę. Oboje wygrywają długi weekend majowy w pięciogwiazdkowym hotelu nad jeziorem w Wodzimyślu.